# Eretmocerus zippanguiphagus
Eretmocerus zippanguiphagus är en stekelart som beskrevs av Hulden 1986. Eretmocerus zippanguiphagus ingår i släktet Eretmocerus och familjen växtlussteklar.
Artens utbredningsområde är:
- Finland.
- Sverige.

Arten är reproducerande i Sverige. Inga underarter finns listade i Catalogue of Life.